# Бюря
Бю́ря (хак. Пӱӱр) — река, левый приток реки Уйбат, протекает по территории Усть-Абаканского района.
Длина 55 км. Исток — выход грунтовых вод на южном склоне Батенёвского кряжа на высоте 1000 м. Направление течения — с севера на юг. Характер течения равнинный, долина широкая. Густота речной сети — 0,2-0,5 см/км²; модуль стока вниз по течению изменяется от 5 до 1 л/сек⋅км². Высота устья — 597 м над уровнем моря.
Притоки: правые — pp. Сайгачи, Соря; левых притоков нет. Населённые пункты по долине: Сорска, пп. Ербинская, Туманный, Усть-Бюр. По долине вдоль русла проходит железная дорога Абакан-Красноярск (через г. Ачинск). В долине располагается Сорский молибденовый комбинат, санаторий «Туманный». Выходы природных радоновых вод привлекают большое количество отдыхающих, желающих поправить здоровье.
По улусу хакасов Тазминых (Тазмин-аалы) на реке Пююр-сух (Бюря) получила название тазминская культура позднего неолита (начало 3 тыс. до н. э.).

## Данные водного реестра
По данным государственного водного реестра России относится к Енисейскому бассейновому округу, водохозяйственный участок реки — Енисей от Саяно-Шушенского г/у до впадения реки Абакан, речной подбассейн реки — Енисей между слиянием Большого и Малого Енисея и впадением Ангары. Речной бассейн реки — Енисей.